# Alfonso Lasso de la Vega
Alfonso Lasso de la Vega y Jiménez-Plácer (Sevilla, 29 de abril de 1898-Lisboa, 6 de agosto de 1977) fue un profesor y humanista español de tendencia andalucista.

## Biografía
Hijo de María Jesús Jiménez-Plácer y Cabral Bejarano y de Francisco Javier Lasso de la Vega y Cortezo. Proviene de una familia acomodada con vínculos con las ciencias, la política y las letras. Se licencia en Filosofía y Letras en la Universidad de Sevilla en 1917, y ejerce como profesor en el Instituto de Osuna hasta 1919 y luego enseñará en otros institutos de Sevilla hasta 1936.
Lasso de la Vega ingresó en el Centro Andaluz en 1918, y participó en el Congreso de Ronda de 1918 y en la Asamblea de Córdoba de 1919.
En 1926 se casa en Lisboa con María Alice Pedroso Calleya, con la que tiene 6 hijos. Regresa a la ciudad, donde consigue una plaza como funcionario en el Museo Arqueológico Provincial. Ayudará a preparar la representación de Sevilla en la Exposición Iberoamericana de 1929. Ingresa en el Partido Republicano Federal y en 1931, cuando el Alcázar hispalense pasa al consistorio, es nombrado director. En 1932 funda el Centro de Estudios Andaluces, mezclando la pedagoría de Giner de los Ríos y el andalucismo de Blas Infante. También participará en la elaboración del Estatuto de Autonomía para Andalucía que será debatido en Córdoba en 1933.
Con la llegada del franquismo debe exiliarse a Portugal. Cuando muere en Lisboa es enterrado en el cementerio de Lumiar, y en su lápida pondrá la palabra Sevillano. Años después es enterrado con su esposa en el Cementerio del Alto de Sâo Joâo y sus hijos y nietos acordaron poner en la lápida Sevillano andalucista.